# Kolpakovo pravidlo

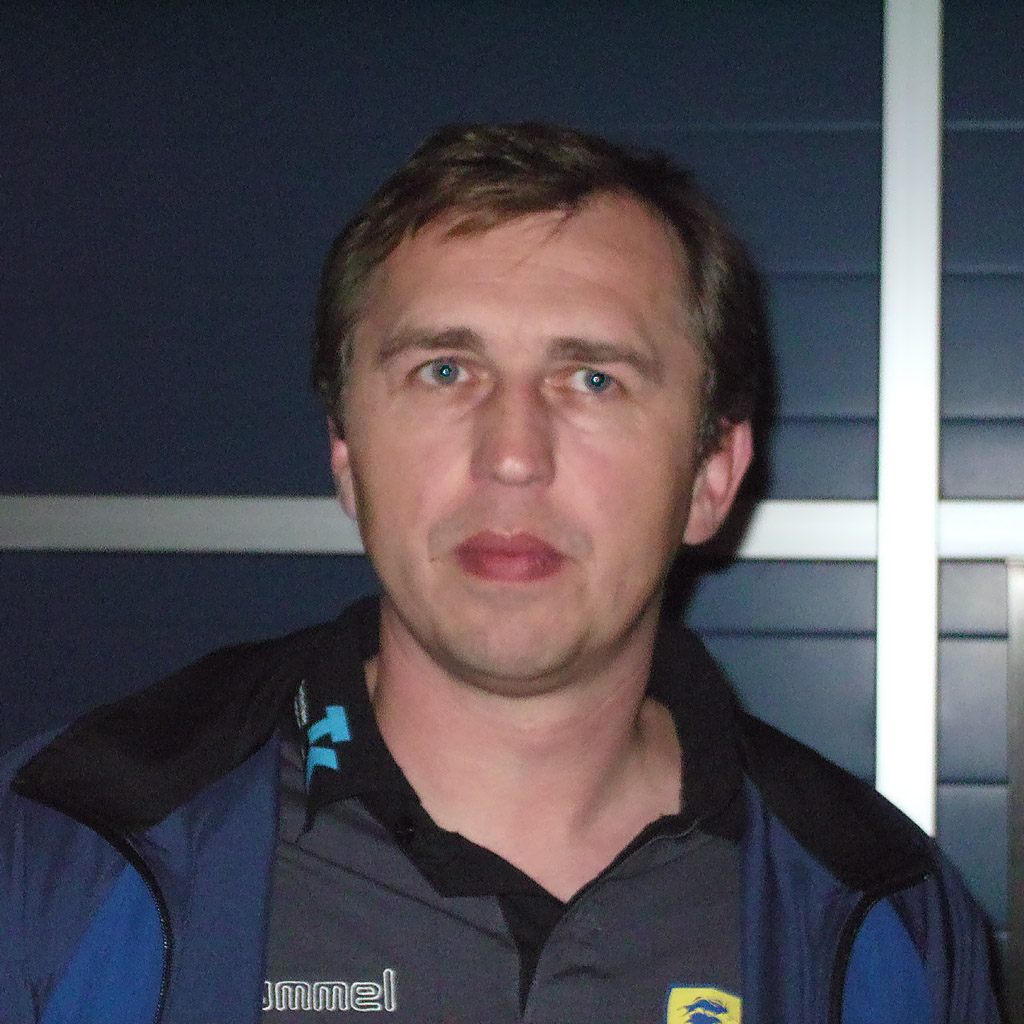
Maroš Kolpak v roce 2008 (foto: Armin Kübelbeck)

Takzvané Kolpakovo pravidlo (přesně případ Deutscher Handballbund eV versus Maroš Kolpak) je označení pro rozhodnutí Evropského soudního dvoru (European Court of Justice) z roku 2003 v případu slovenského házenkáře Maroše Kolpaka týkající se svobodného pohybu osob a rovnosti pracovních příležitostí, které mají občané států z přidružených zemí Evropské unie (EU) uvnitř Unie stejné jako její občané. Podle něj jsou jakákoli omezení práva na práci (např. kvóty cizinců ve sportovních týmech) ilegální a odporují zákonům Evropské unie. Případ v Německu posloužil jako precedens a měl velký dopad na profesionální sport v Evropě.
Maroš Kolpak (narozen 1971) pochází z Prešova na Slovensku, v roce 2000 nečlenské země EU (až do května 2004 pouze přidružené), a tou dobou působil v Německu v týmu TSV Ostringen. Podle předpisů Německého házenkářského svazu (Deutscher Handballbund eV) mohli v týmu na soutěžní zápas nastoupit pouze 2 hráči ze zemí mimo EU. Kolpak byl třetím hráčem mimo Evropskou unii a tedy často nehrál. Na základě asociačních dohod Slovenska s Evropskou unií měl stejné právo na práci jako občan EU a obrátil se proto v roce 2000 na německý soud. Ten případ podstoupil Evropskému soudnímu dvoru, který dal Kolpakovi za pravdu.